# Карл-Едуард Вільке
Карл-Едуард Вільке (нім. Karl-Eduard Wilke; 24 січня 1901, Кіль — 10 травня 1990, Гаген) — німецький штабний офіцер, генерал-майор люфтваффе. Кавалер Німецького хреста в золоті.

## Біографія
25 березня 1918 року вступив в армію і був призначений командиром взводу 171-го піхотного полку. Після закінчення Першої світової війни служив в добровольчому корпусі «Ойленбург». З 10 грудня 1919 року — командир взводу 52-го піхотного полку. 15 липня 1920 року звільнений у відставку. 1 квітня 1923 року вступив в рейхсвер, служив в батареї 1-го артилерійського полку. З 15 січня по 30 червня 1926 року пройшов льотну підготовку в Кенігсберзі. З 31 березня 1928 по 15 вересня 1929 року пройшов секретну льотну підготовку і курс повітряної фотографії в Липецьку. 15 червня 1934 року перейшов в люфтваффе.
З 1 жовтня 1928 року — інструктор люфтваффе у Військовій академії. З 1 вересня 1939 року — 1-й офіцер Генштабу командувача ВПС групи армій «F», з 1 жовтня 1939 року — генерала люфтваффе при головнокомандувачі вермахтом. З 1 жовтня 1940 року — начальник головного відділу кадрового управління люфтваффе Імперського міністерства авіації. З 1 жовтня 1942 року — командир 55-ї бомбардувальної ескадри. З 1 травня 1943 року — начальник Генштабу штабу командувача люфтваффе в Румунії, з 16 вересня 1943 року — командування люфтваффе «Південний Схід». З 1 листопада 1944 року — командир південно-східного управління 4-го повітряного флоту. З 22 листопада 1944 року — офіцер зв'язку люфтваффе при головнокомандувач вермахтом на Заході. З 12 січня 1945 року виконував обов'язки командира 2-го винищувального корпусу, з 26 січня 1945 року — командир 15-ї авіадивізії. З 28 квітня 1945 року — начальник організаційного відділу повітряного флоту «Рейх». 12 серпня 1945 року взятий в полон британськими військами. 7 червня 1947 року звільнений.

## Звання
- Фенріх (22 березня 1918)
- Лейтенант (10 грудня 1919)
- Оберлейтенант (1 серпня 1926)
- Гауптман (1 січня 1934)
- Майор (1 серпня 1936)
- Оберстлейтенант (1 листопада 1939)
- Оберст (1 жовтня 1941)
- Генерал-майор (1 січня 1944)

## Нагороди
- Залізний хрест 2-го класу
- Почесний хрест ветерана війни з мечами
- Медаль «За вислугу років у Вермахті» 4-го, 3-го і 2-го класу (18 років)
- Нагрудний знак пілота
- Застібка до Залізного хреста 2-го класу
- Залізний хрест 1-го класу
- Авіаційна планка бомбардувальника
- Німецький хрест в золоті (26 лютого 1943)